# Gustavo Bou
Gustavo Leonardo Bou (* 18. Februar 1990 in Concordia) ist ein argentinischer Fußballspieler.

## Karriere
Bou spielte bereits in der Jugend bei CA River Plate. Bereits 2008 debütierte er für die Wettkampfmannschaft des Klubs in der Primera División, konnte sich aber auch aufgrund von Verletzungen in der Folge nicht in der Mannschaft halten. Daher folgten ab 2012 Leihgeschäfte: Zunächst ging er zum argentinischen Zweitligisten Olimpo de Bahía Blanca, für den er acht Tore erzielte, im Folgejahr ging er nach Ecuador zu LDU Quito und 2014 für die Frühjahrsserie zum Lokalkonkurrenten Gimnasia y Esgrima La Plata.
Im Sommer 2014 wechselte Bou zum Racing Club de Avellaneda. Hier avancierte er zum regelmäßigen Torschützen; bis zum Ende der Herbstrunde erzielte er zehn Ligatore. Damit führte er den Klub auch in die Copa Libertadores 2015, bei der er mit der Mannschaft trotz acht Wettbewerbstoren – damit wurde er vor Guido Carrillo, Federico Santander und Miller Bolaños Torschützenkönig des Wettbewerbs – im Viertelfinale gegen den Club Guaraní aus Paraguay ausschied.
Nach zwei Jahren in Mexiko bei Club Tijuana (mit Leihstation bei Racing Club), wechselte Bou 2019 zu New England Revolution in die USA. 2021 wurde er in die MLS Best XI gewählt und gewann die MLS Supporters’ Shield.